# Alexander Leslie
Alexander Leslie, I Conde de Leven (1582-4 de abril de 1661) fue un militar escocés que luchó al servicio del Imperio Sueco y de Escocia. Nacido ilegítimo y educado en acogida, alcanzaría el rango de Mariscal de Campo sueco y Lord General de Escocia a la cabeza del Ejército de los Covenanters, Consejero Privado de Escocia. También fue capitán del Castillo de Edimburgo, Lord Balgonie y Conde de Leven. En Inglaterra estuvo al mando del Ejército de la Liga Solemne y Covenante y fue comandante sénior del Ejército de Ambos Reinos (1642-1647).

## Primeros años
Alexander Leslie nació en 1582. Fue el hijo ilegítimo de George Leslie, capitán de Blair Castle, y una madre desconocida, a veces descrita como "una moza de Rannoch". Era miembro del Clan Leslie.
En una edad temprana, Alexander fue adoptado por los Campbell de Glenorchy. El lazo creado en estos años fue fuerte y Leslie incluso escribió sobre ello en los años 1640. De hecho, fue este vínculo el que acercó a Leslie a la órbita de la Casa de Argyll ya que Lord Lorne, el hijo del marqués de Argyll, también fue un adoptado de los Glenorchy. Esta relación quizás explica la presencia de los Campbells en los mismos regimientos en los que sirvió Leslie en Suecia, siendo el más notable el Capitán Charles Campbell (Karl Kammel), cuyo retrato aún cuelga en el Palacio de Skokloster en Suecia.

## Servicio extranjero

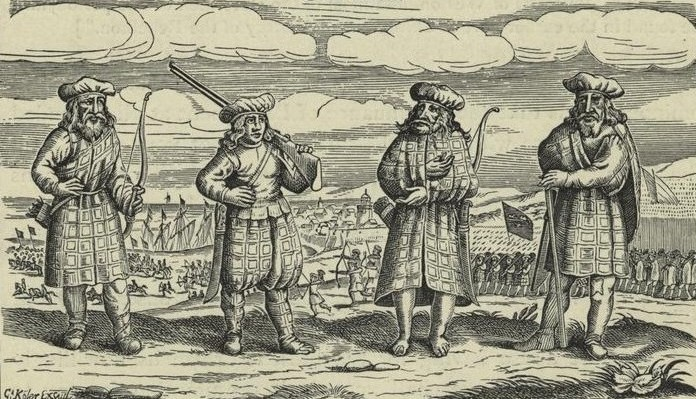
Hombres del regimiento de Mackay al servicio de Gustavus Adolphus durante la Guerra de los Treinta Años.

### Al servicio de los Países Bajos
Se considera que Alexander Leslie entró al servicio de los Países Bajos en 1605, alcanzando el rango de capitán en el Ejército de las Provincias Unidas. Aun así, esto no deja de ser una especulación.

### Al servicio de Suecia
En 1608, pasó al ejército sueco donde sirvió con distinción. En 1627 el monarca sueco nombró caballero a Alexander Leslie, ya con el rango de coronel, junto con tres de sus paisanos; Patrick Ruthven, David Drummond y John Hepburn. Gustavo Adolfo le profesaba un afecto especial, confiándole las guarniciones estacionadas estratégicamente en el norte de Alemania mientras el grueso del ejército sueco establecía una cabeza de puente en las orillas del Báltico y avanzaba lentamente hacia el sur. En 1628, Leslie fue nombrada gobernador durante el Asedio de Stralsund, reemplazando al Coronel Alexander Seaton y al regimiento escocés de Donald Mackay que guardaba la ciudad en nombre de los daneses. Leslie continuó defendiendo exitosamente Stralsund frente al ejército imperial mandado por Albrecht von Wallenstein en lo que significó la entrada efectiva de Suecia en la Guerra de los Treinta Años. Gustavo Adolfo envió ocho naves de guerra para levantar el sitio, y en 1630 capturó a la isla de Rügen en nombre del rey de Suecia.
En 1631, Leslie organizó tropas inglesas y escocesas reclutadas para el ejército sueco por James Hamilton, por entonces marqués de Hamilton, y fue promocionado a Mayor general. Leslie resultó malherido en febrero de 1632 cerca de Hamburgo; pese a ello, estuvo presente en la Batalla de Lützen (1632). Fue nombrado Mariscal de Campo en 1636 y fue uno de los comandantes suecos en la Batalla de Wittstock ese mismo año. Según algunos historiadores suecos, el comandante general sería Johan Banér, pero en ese tiempo ambos militares tenían el mismo rango, Baner al frente del Ejército de la Corona Sueca y Leslie mandando el Ejército de los Weser. La espectacular victoria fue en gran parte resultado del trabajo de Leslie y su subordinado, el Teniente General escocés James King, según relata el propio Banér en su informe de la batalla a Axel Oxenstierna, y los otros informes contemporáneos de la batalla.
Leslie estaba furioso con Banér y de su propio relato de la batalla se infiere que había ocurrido una disputa sobre las tácticas para ese día. Tal como narra, Leslie se vio obligado a sacrificar a muchas de sus tropas veteranas para salvar a Banér y a sus hombres de ser derrotado. Leslie insinuó a Oxenstierna que abandonaría el servicio de Suecia, pero fue persuadido para quedarse y reestructurar el Ejército de los Weser. No obstante, hacia 1637, Leslie se encontraba en Escocia preparando su retirada del servicio sueco. Siempre apreciaría la memoria de su viejo comandante hasta el día de su muerte, y conservó con especial cariño una joya que le fue entregada por el rey.

## Regreso a Escocia

### Guerras de los Obispos

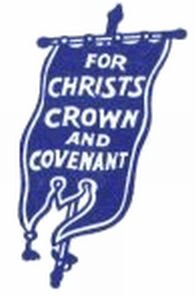
Tradicional insignia del "Estandarte Azul" usada por las Iglesias Presbiterianas Reformadas.

En 1638, los acontecimientos en su país nativo otra vez le obligaron a regresar a Escocia, donde fue nombrado Lord General a la cabeza del Ejército de los Covenanters por la administración escocesa, y participó como tal en la Guerra de los Obispos. Los regimientos escoceses eran generalmente llamados a servicio por los terratenientes y los líderes que obligaban a sus arrendatarios a enviar a su parentela a batallar apelando al deber feudal o mediante coerción. Sin embargo, el apoyo entre los Presbiterianos de Escocia estaba muy extendido y el ejército Covenanter logró alcanzar los más de 20,000 hombres. Desde 1639 marcharon bajo una bandera con el lema "Por la corona de Cristo y los Covenant". 
La mayoría de los agentes del Ejército Covenanter eran veteranos del servicio sueco traídos de las guerras en el continente para formar el primer ejército profesional de Escocia. Esto se dio tras cuidadas negociaciones en el Riksråd (consejo estatal) sueco, donde Leslie colaboró entre bambalinas para asegurar que el Canciller Axel Oxenstierna permitiera que hasta 300 oficiales abandonaran el servicio junto con un número desconocido de soldados normales. También pudo saldar su deuda de pago con Suecia con cañones y mosquetes que fueron transportados hasta él por navíos suecos como "regalos de despedida". Esto permitió a los suecos afirmar que no estaban ayudando a los rebeldes escoceses, sino simplemente pagando una deuda.
Uno de sus primeras acciones fue dirigir un ejército de unos 6,000 soldados a Aberdeen para reducir la ciudad, cuya gran parte era de los «realistas». Leslie abandonó la ciudad el 12 de abril, dejando al Marqués de Montrose a cargo. Tomó el Castillo de Edimburgo sin perder un solo hombre. Por aquel entonces había amasado una fortuna considerable y podía permitirse vivir de manera acorde con su condición de comandante en jefe, incluso durante las campañas.
En la Primera Guerra de los Obispos, Leslie marchó con su ejército a Dunse Law donde acampó y aguardó la llegada de las fuerzas realistas. En lugar de hostigarles a su llegada, Leslie invitó a sus oficiales a cenar antes de dejarles inspeccionar a su ejército. Percatándose de su inferioridad frente al Ejército Covenanter, el ejército realista decidió retirarse antes que enfrentarse a las fuerzas superiores de Leslie. En la Segunda Guerra de los Obispos, Leslie dirigió una campaña brillante en el norte de Inglaterra, aplastando a los realistas ingleses en la Batalla de Newburn. Desde allí conquistó Newcastle fácilmente, presionando al rey para llegar a un acuerdo con los Covenanters escoceses, a lo que siguió el tratado de Londres.
En 1641 el Rey Carlos I, en recompensa por sus extraordinarios éxitos militares en casa y en el extranjero, nombró a Leslie miembro del Consejo Privado y le otorgó, en Holyrood, los títulos de Lord Balgonie y Conde de Leven, y le hizo capitán del Castillo de Edimburgo. Sus declaraciones de lealtad a la corona eran bastante sinceras, pero la complicada política del tiempo hizo difícil a Leslie el mantener su coherencia.

### Guerras de los Tres Reinos
Poco después, Leven utilizó su influencia para impulsar una propuesta para conformar un ejército escocés que ayudara al Elector palatino en Alemania, pero las Masacres del Úlster marcaron un nuevo rumbo para estas tropas y el propio Leven les acompañó a Irlanda como Lord General. No permaneció allí durante mucho tiempo, ya que poco después estalló la Guerra Civil en Inglaterra y se abrieron negociaciones entre los parlamentos ingleses y escoceses para proporcionarse ayuda militar mutuamente. Leven eventualmente aceptó el mando de las fuerzas reclutadas para la intervención en Inglaterra en favor del Parlamento inglés. Fue también nombrado comandante del ejército Covenanter entre 1644 y 1647 y luchó por la Liga Solemne y Covenant, que unió a ambos parlamentos de Escocia e Inglaterra contra las fuerzas Realistas de los tres reinos estuardos.
En 1644, Leven comandó al Ejército de la Liga Solemne y Covenant cuando marchó a Inglaterra a participar en el infructuoso Asedio de York, antes de participar en la Batalla de Marston Moor como comandante sénior del Ejército Aliado de Ambos Reinos, que incluía los dos ejércitos parlamentarios ingleses dirigidos respectivamente por Ferdinando Fairfax y el Conde de Mánchester. Bajo el mando de Leven, el ejército de parlamentarios infligió una derrota aplastante a los Realistas mandados por el príncipe Ruperto del Rin. El ejército aliado capturó entonces York, que se rindió en dos semanas. Ese mismo año se logró tomar Newcastle tras un espectacular asedio y asalto. Cuándo Carlos I se rindió al Ejército de la Liga Solemne y Covenant en Newark en 1646, fue puesto bajo custodia de Leven. Como parte de la negociación para que el Ejército de la Liga Solemne abandonara Inglaterra, Leven transfirió el rey a sus aliados presbiterianos sin ser consciente de que estos se verían desplazados del poder por los Independientes. No obstante, Leven conservó el control del norte de Inglaterra y sólo accedió a desmantelar sus guarniciones una vez que los salarios adeudados a su tropas fueron finalmente saldados en enero de 1647.

### Últimos años
Con la desaparición del Ejército de la Liga Solemne y Covenante, Leven se retiró del servicio militar activo. Las divisiones dentro del Parlamento escocés vieron como el partido realista engager dirigido por James Hamilton desbancaba a los radicales de Argyll. Leven y su subordinado David Leslie declinaron el mando de este ejército. Hamilton dirigió un ejército pobremente abastecido al otro lado de la frontera para defender al rey, que fue aplastado por las fuerzas parlamentarias inglesas en la Batalla de Preston en 1648. Esto provocó el regreso de la facción de Argyll tras el ataque de Whiggamore. Después de la ejecución de Carlos I, Argyll proclamó a su hijo Carlos II Rey de Gran Bretaña e Irlanda, provocando la invasión de Escocia por parte de Cromwell. Los Covenanters fueron derrotados en Dunbar en 1650.
Leven no tomó parte en esta nueva guerra, ni en la desastrosa campaña de Dunbar, pese a que oficialmente continuaba siendo Lord General. Leven tomó parte sólo nominalmente, aunque posteriormente se intentó responsabilizarlo de la derrota. Una vez más el parlamento rechazó aceptar su dimisión.[cita requerida]
En agosto de 1651 Leven fue capturado por un grupo de dragones Cromwellianos y fue enviado a Londres. Fue confinado en la Torre de Londres por algún tiempo, hasta que fue liberado previo pago de una fianza de £20,000, tras lo que se retiró a Northumberland. Tiempo después fue arrestado en Londres por segunda vez, pero las negociaciones en las que participó la Reina Cristina de Suecia le permitieron salir libre y fue finalmente exonerado de sus compromisos en 1654.
En uno de sus actos militares finales, Leven ayudó a su yerno, el Coronel William Cranston, a reclutar tropas para el servicio de Suecia, principalmente entre prisioneros escoceses de guerra. Estos lucharon en la campaña de Torun en Polonia.
Murió en 1661 en el Castillo Balgonie, en Fife, Escocia.

## Familia
Alexander Leslie estuvo casado con Agnes Renton (m. 29 de junio de 1651, hija de David Renton de Billie en Berwickshire). Tuvieron dos hijos y cinco hijas: Gustavus, que aparentemente murió joven, Alexander (II Lord Balgonie), Barbara, Christian, Anne, Margaret y Mary. Barbara se casó con el General Sir John Ruthven. Alexander, su primogénito sería coronel en el Ejército sueco.

### Lectura complementaria
- Paton, Henry (1893). «Leslie, Alexander».  En Sidney Lee, ed. Dictionary of National Biography (en inglés) 33. Londres: Smith, Elder & Co. pp. 68-76. OCLC 2763972.

- Datos: Q1376604
- Multimedia: Alexander Leslie, 1. Earl of Leven / Q1376604